# Historiefilosofi
Historiefilosofi är ett delområde inom filosofin som behandlar frågor om historiens förlopp och samhällens utveckling m.m. samt historieforskningen och dess metoder. Den överlappar delvis historiografin.
Augustinus' verk "Om gudsstaten" var ett av de första viktigare försöken att tolka historien filosofiskt, i Agustinus' fall med kristendomen som utgångspunkt.
En av de första moderna historiefilosoferna var italienaren Giambattista Vico, som blivit mycket inflytelserik och ofta anförs som grundaren av den moderna disciplinen. Den antagligen mest kände och betydelsefulla historiefilosofen är Hegel. Hans historiefilosofi är dialektisk, där filosofin beskrivs som en evig växelverkan mellan negationer. Hegels teoribildning har påverkat bland andra Karl Marx, vars samhällsvetenskapliga forskning grundar sig på en materialistisk historiefilosofi. 
Robin George Collingwood och den debatt som utspelade sig under 1950- och 1960-talet omkring humanioras status i förhållande till natur- och samhällsvetenskaperna, spelade stor roll för synen på historievetenskapens funktion. Carl G. Hempel och dennes artikel Generella lagar i historien å ena sidan, och William H. Dray och Collingwood å den andra, speglade den kampen mellan materialism och idealism som präglade historiefilosofin under 1900-talet.
Under 1900-talet uppstod många nya skolor inom historievetenskapen, bland andra annales-skolan.